# Генерал-губернатор Фиджи

Генера́л-губерна́тор Фи́джи (англ. Governor-General of of Fiji) — представитель монарха доминиона Фиджи в 1970 — 1987 годах (королева Елизавета II). Поскольку королева не может находиться во всех государствах, где она является правящим монархом, ею назначались представители для осуществления её обязанностей в качестве королевы Фиджи. Генерал-губернаторы несли ответственность за назначение премьер-министра, а также других министров правительства после консультаций с премьер-министром.
В 1874 году Фиджи стала колонией Британской империи, а в 1970 — независимым доминионом в Британском содружестве. Елизавета II оставалась главой государства до 1987 года, когда она отреклась от престола после двух военных переворотов и провозглашения республики.

## Список генерал-губернаторов Фиджи
|   | Портрет | Имя                                                                               | Вступил в должность | Покинул должность |
| - | ------- | --------------------------------------------------------------------------------- | ------------------- | ----------------- |
| 1 |         | Сэр Роберт Сидни Фостер (1913—2005) англ. Robert Sidney Foster                    | 10 октября 1970     | 13 января 1973    |
| 2 |         | Рату, Сэр Джордж Кадавулеву Какобау (1912—1989) фидж. George Kadavulevu Cakobau   | 13 января 1973      | 12 февраля 1983   |
| 3 |         | Рату, Сэр Пенаиа Канатамбату Нганилау (1918—1993) фидж. Penaia Kanatabatu Ganilau | 12 февраля 1983     | 7 октября 1987    |